# 9ine
9ine Sports & Entertainment, mais conhecida apenas como 9ine (pronúncia-se: náine), foi uma empresa de marketing esportivo e entretenimento, pertencente ao ex-jogador de futebol Ronaldo Luís Nazário de Lima. A agência atuava no atendimento de marcas e agenciamento de atletas e artistas em planejamento de imagem e captação de patrocínios.

## Ex-agenciados
| Agenciado       | Profissão                      | Ref         |
| --------------- | ------------------------------ | ----------- |
| Ronaldo         | Futebolista                    |             |
| Rafael Nadal    | Tenista                        |             |
| Neymar Jr.      | Futebolista                    | [ 4 ] [ 5 ] |
| Alexandre Nero  | Ator                           |             |
| Paolla Oliveira | Atriz                          | [ 6 ]       |
| Claudia Leitte  | Cantora                        |             |
| Marcio Atalla   | Preparador Físico/Apresentador |             |

## Empresas agenciadas
| Agenciado      | Profissão                   |
| -------------- | --------------------------- |
| Brahma Futebol | Cervejaria                  |
| Duracell       | Indústria de pilha alcalina |